# 데라우치정
데라우치정(寺内町)은 아키타현 미나미아키타군에 존재했던 촌이다. 현재의 아키타시 데라우치, 하치바시, 쇼군노의 대부분과 쓰치사키항, 소토아사히카와의 일부를 합친 범위에 해당한다. 

## 역사
- 1889년 4월 1일 - 정촌제 시행에 수반해 데라우치촌과 야쓰하시촌이 합병해 데라우치촌이 성립하였다.
- 1933년 8월 1일 - 정으로 승격해 데라우치정이 되었다.
- 1941년 4월 1일 - 쓰치자키미나토정, 히로야마다촌, 가와베군 아라야촌과 함께 아키타시에 편입되어 데라우치정은 폐지되었다.

## 참고문헌
- 가도카와 일본 지명대사전 5 아키타현
- "아키타시사 제 4권 근현대 I 통사편」아키타시 편, 2004년
- "도설(図説) 쿠보타 성하마을의 역사」와타베 케이이치, 무메이샤 출판, 1983년, ISBN 978-4-89544-499-6
- 아키타시 지명 소사전